# Bartolomeo Dotti
Bartolomeo Dotti, né vers 1651 à Brescia et mort le 27 janvier 1713 à Venise, est un poète italien.

## Biographie
Né vers 1651 à Brescia, de parents opulents, il joignit bientôt aux talents qu’il avait reçus de la nature tous les avantages d’une éducation soignée ; mais les sages avis de ses maîtres ne purent corriger son malheureux penchant à n’envisager le monde que sous le côté ridicule. Obligé d’aller à Milan, après la mort de son père, pour régler les affaires de sa succession, il y demeura quelque temps. On ne sait si ce fut à cette époque ou plus tard qu’il composa des vers satiriques sur une aventure galante qui avait causé dans cette ville un grand scandale. Ces vers, pleins de traits injurieux pour les familles les plus considérables de Milan, furent brûlés par la main du bourreau : et l’auteur, enfermé dans le château de Tortone, eut tout le loisir de déplorer sa faute. Mais ce châtiment, peut-être trop sévère, l’aigrit encore, et dans sa prison même il composa contre ses juges des satires plus mordantes que celles qui l’avaient fait condamner. S’étant échappé de sa prison, il s’enfuit à Venise, prit du service sur les galères de la seigneurie ; et, dans quelques rencontres, ayant signalé sa valeur contre les Turcs, fut fait chevalier de Saint-Marc. Le crédit dont il jouissait à Venise le fit choisir par ses compatriotes pour leur agent près de la seigneurie. Admis dans les sociétés les plus distinguées, membre de toutes les Académies, recherché des personnes qui savaient apprécier le charme d’une conversation vive, brillante et spirituelle, Dotti pouvait passer une vie tranquille ; mais il fallait qu’il fit des vers, et tous ceux qui lui échappaient portaient l’empreinte de sa causticité naturelle. Quoique ses satires ne circulassent que manuscrites, et par conséquent qu’elles n’eussent qu’une demi-publicité, elles lui attirèrent de nombreux désagréments ; mais rien ne pouvait dompter son penchant ; et ni le rang, ni le sexe, ni l’âge ne mettaient à l’abri de ses traits. Enfin au mois de janvier 1712, après avoir, suivant son habitude, passé la soirée dans un casino, Dotti regagnait seul son quartier, lorsqu’il tomba percé de coups de stylet par un assassin, qu’avait aposté sans doute un de ses ennemis. Ses restes furent déposés sans pompe dans l’église San Vidal.

## Œuvres
Dotti n’a publié qu’un recueil de vers: Rime e Sonetti, Venise, 1689, in-12, où l’on trouve ses satires contre le gouverneur et les magistrats de Milan. Ce petit volume est très-rare. Ses satires inédites, dont il existait à Venise de nombreuses copies, ont été publiées près de cinquante ans après sa mort par G. Conti, Paris, sous la rubrique de Genève, 1757, 2 parties en un volume in-16. Elles contiennent 52 pièces, désignées toutes par le nom de satires, quoiqu’il y ait plusieurs sonnets. Dotti, dans ses compositions, se ressent un peu du goût de son temps pour les pointes et les jeux de mots ; mais il a une facilité, une verve, qui font regretter qu’il n’ait pas su mieux employer son talent. Les plus remarquables de ses satires sont : Il Cameroto (le Cachot) ; la Quaresima, il Carnovale, i Novellisti et i Manipoli. Le Journal étranger, février, 1758, en contient d’assez bonnes analyses avec la traduction des morceaux les plus piquants.